# Dansk Film Database
 (mai 2023).

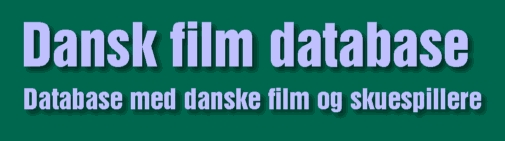

La Dansk Film Database (danskefilm.dk) est une base de données en ligne diffusant des informations sur le cinéma et les acteurs danois.
Le nom de domaine a été acheté en janvier 1999. Le site s'est enrichi de données sur des séries télévisées, des films muets, des films d'animation et des revues. Depuis, il a également ajouté des sondages.